# مایکی دی
مایکی دی (انگلیسی: Mikey Day؛ زادهٔ ۲۰ مارس ۱۹۸۰) هنرپیشه، کمدین، نویسنده اهل ایالات متحده آمریکا است. او در ۲۰ مارس ۱۹۸۰ در شهرستان اورنج، کالیفرنیا متولد شد. وی یکی از بومیان شهرستان اورنج، کالیفرنیا است. مایکی دی در دانشگاه کالیفرنیا، لس آنجلس تحصیل کرد و از همین دانشگاه فارغ‌التحصیل شد. او به عنوان نویسنده در پخش زنده شنبه شب در فصل ۳۹ کار کرد.